# Низовская (платформа)
Низовская — остановочный пункт на перегоне Строганово - Мшинская линии Санкт-Петербург — Луга. Расположена в Лужском районе Ленинградской области, в 3,5 км к востоку от автодороги М20 (E 95) Санкт-Петербург — Псков. Севернее платформы расположен железнодорожный мост через реку Ящеру. Южнее платформы имеется переезд.
На платформе останавливаются все проходящие через неё электропоезда. С 2025 года некоторые поезда повышенной комфортности Ласточка стали делать остановку на платформе.
Станция электрифицирована в 1971 году в составе участка Сиверская — Луга-I напряжением 3,3 кВ постоянного тока. В том же году были сооружены высокие пассажирские боковые платформы.
В 1986 году на участке от ст. Сиверская до ст. Луга-I в связи с увеличением пар электропоездов и пропускной способности был сооружен и электрифицирован напряжением 3,3 кВ постоянного тока второй путь.
В 2000-х годах станция приобрела статус остановочного пункта. В настоящий момент все боковые пути, стрелки и выходные/водные светофоры демонтированы.
Расписание поездов